# Pellenes albopilosus
Pellenes albopilosus là một loài nhện trong họ Salticidae.
Loài này thuộc chi Pellenes. Pellenes albopilosus được Tyschchenko miêu tả năm 1965.